# Geschlossene Shopping-Community
Eine geschlossene Shopping-Community, auch Shopping Club oder Private Shopping Club genannt, ist eine kommerzielle Online-Community meist mit spezieller Sortimentsausrichtung, zu der man nur Zugang durch eine einmalige Registrierung, eine Einladung, einen Club-Schlüssel und dergleichen erhält. Da die über die Betreiber-Webseiten angebotenen Waren überwiegend aus Restposten-, Überschuss- oder Retourenmengen bzw. aus vergangenen Saisons stammen und meist zu günstigeren Preisen verkauft werden, entspricht das Konzept in der Regel dem stationären Fabrikverkauf.

## Wesen
Mitglieder einer solchen geschlossenen Shopping-Community erhalten für jedes neugewonnene Mitglied oder dessen erste Bestellung eine Prämie. Diese Prämie geschieht in Form von Bonuspunkten, die später gegen Sachgegenstände eingetauscht werden können, oder in Form von Einkaufsgutscheinen.
Auf der Jagd nach Punkten und sonstigen persönlichen Vergünstigungen werben Mitglieder in einigen Fällen massiv neue Mitglieder an. Dies fördert nach dem Schneeballprinzip die Verbreitung unerwünschter E-Mails und so genannter Spamthreads in Webforen.
In diesen geschlossenen Shopping-Communitys werden meist Artikel zum günstigen Discounterpreis angeboten. Um den Druck auf die Mitglieder zu erhöhen, gilt ein Angebot meist nur für einen bestimmten, bewusst kurz gehaltenen Zeitraum. Häufig werden erst Bestellungen generiert, bevor die Ware dann beim Hersteller geordert wird, was die längeren Lieferzeiten erklärt. Mitunter können diese drei Wochen oder noch länger dauern.
Hinsichtlich der Echtheit sogenannter Markenartikel, der Lieferzeit und der Garantie der Artikel ist der Käufer mit Treu und Glauben auf die Shopping-Community angewiesen. Gleichwohl gelten auch hier die rechtlichen Bestimmungen für den Online-Handel.

## Aufkommen
Zu den ersten geschlossenen Online-Communitys zählen die 2001 in Frankreich gegründete vente-privee.com, de.buyvip.com, das im Frühjahr 2007 in Deutschland startete, Brands4Friends.de, das im September 2007 aufmachte, private-outlet.de im November 2007 und limango.de, das Dezember 2007 eröffnete. Bald darauf folgten andere Websites den erfolgreichen Beispielen wie label-park.de (Januar 2008), vip-trends.de (März 2008), pauldirekt.de (Nov. 2008), clubsale.de (Januar 2009) und lockerz.com (März 2009), um nur einige zu nennen.
Lockerz.com machte 2009 durch so genannte Spam-Threads in Webforen negativ von sich reden.

### Who is who
Im November 2008 stieg das Verlagshaus Gruner & Jahr mit buyvip.com in diese Geschäftsform ein, das nach eigenen Angaben 3 Millionen Mitglieder besitzen soll.
Im Januar 2009 kaufte Otto Group limango.de mit 150.000 registrierten Mitgliedern. Im Jahr 2013 besaß limango.de bereits 4.000.000 Mitglieder.
Anfang des Jahres 2011 übernahm eBay den deutschen Shoppingclub brands4friends für umgerechnet 150 Millionen Euro. Brands4Friends gehört laut eigenen Angaben mit 8 Millionen registrierten Kunden zu den großen Shoppingclubs auf dem deutschen Markt. Bereits zuvor sicherte sich Amazon den Shoppingclub buyvip.com für umgerechnet 70 Millionen Euro, der jedoch im Mai 2017 geschlossen wurde.
Mittlerweile hat auch der Shoppingclub Vente-Privee aus Paris seinen Weg nach Deutschland gefunden und bietet Produkte (im Wesentlichen Bekleidung) an. Mit Westwing Home & Living startete im Sommer 2011 ein Shoppingclub für Möbel und Wohnaccessoires, mittlerweile ist das Unternehmen in 10 Ländern aktiv und hat über 9 Millionen Mitglieder (Stand November 2013). Auch im Bereich der Genussnahrungsmittel gibt es mittlerweile geschlossene Shoppingclubs: Mit Wine in Black ist ein Startup im Bereich Weine aktiv.

## Abo Commerce
Nicht zu verwechseln ist die geschlossene Shopping-Community mit dem Abo Commerce. Bei diesem muss sich der Nutzer zwar ebenfalls anmelden, um eine Bestellung vornehmen zu können, und das Sortiment wechselt regelmäßig (meist monatlich). Die Kundenakquise ist jedoch weniger aggressiv und nicht mit Prämien versehen.
Beispiele für Abo Commerce sind Glossybox, Shoedazzle (USA) und Stylistpick (Großbritannien).

## Kritik
Die Verbraucherzentrale Nordrhein-Westfalen hat acht der geschlossenen Shopping-Communitys Ende Juni 2009 getestet und hat die Jagd nach Schnäppchen als zeitaufwändig und häufig erfolglos kritisiert. Gleichwohl waren 20 von 24 Testangeboten günstiger als im Online-Handel.
In einem Beitrag von WDR 2 vom 20. August 2009 wird die Fälligkeit der Versandkosten für jede einzelne Bestellung beanstandet, auch wenn Mehrfachbestellungen von einem Tag vorliegen. Tägliche oder wöchentliche Benachrichtigungen per SMS oder E-Mail über die aktuellen Verkaufsaktionen würden manches elektronische Postfach zum Überquellen bringen.
In einem Test der Computer Bild 2009 wurden die Anmeldedaten bei vier von acht Testkandidaten unverschlüsselt übertragen und somit Datenspionen Internetbetrügereien ermöglicht. Diesen Vorwurf teilen auch WDR2 und die Verbraucherzentrale Nordrhein-Westfalen.

## Prognose
Geschlossene Shopping-Communitys spielten nach Angaben des Internet-Marktforschers Innofact 2008 noch keine nennenswerte Rolle, werden aber potentiell für den klassischen Webhandel als Gefahr betrachtet.